# OA vz. 27
La Obrněný automobil vzor 27 (OA vz. 27) era un'autoblindo cecoslovacca, usata da diversi eserciti durante la seconda guerra mondiale. Furono costruiti 15 esemplari, dei quali 9 furono impiegati dalla Wehrmacht dopo l'occupazione tedesca della Cecoslovacchia e 3 cedute all'alleata Repubblica Slovacca, al marzo 1939. La Romania requisì 3 autoblindo alle truppe ceche li rifugiatesi dopo l'invasione ungherese della Ucraina Carpatica nello stesso mese. Tutte vennero utilizzate per compiti addestrativi o di sicurezza interna durante la guerra.

## Storia

### Sviluppo
La OA vz. 27 era la terza autoblindo sviluppata sullo stesso rivoluzionario chassis. La PA-I introdusse il concetto della doppia guida, ma aveva tutte e quattro le ruote sterzanti e motrici e una torretta con due mitragliatrici. Furono prodotti solo due prototipi prima che l'esercito chiedesse ulteriori miglioramenti.
La PA-II usava lo stesso telaio, ma con lamiere arrotondate, e perdeva la torretta in favore di mitragliatrici ai quattro angoli; la corazzatura curva era balisticamente vantaggiosa ma costosa da produrre. Vennero ordinati 12 esemplari ma il vano di combattimento angusto, che non consentiva a due mitraglieri di manovrare contemporaneamente le loro armi, non soddisfaceva ancora l'esercito.
La PA-III era più piccola, più mobile e più economica delle due precedenti. Piastre corazzate piane sostituirono la corazzatura curva del precedente modello e venne reintrodotta la torretta girevole. Un prototipo venne acquistato nel 1925, con scafo in ferro, e venne valutato per due anni prima di essere accettato nel luglio 1927. Dodici telai vennero consegnati nel 1925 mentre l'esercito decideva lo scafo migliore da montare, ma furono necessari altri due anni prima che la prima OA vz. 27 completa, denominazione militare della PA-III, venisse consegnata, nell'ottobre 1929.

### Impiego operativo

#### Cecoslovacchia
In servizio l'autoblindo si dimostrò robusta, facile da manutenere ed efficace nel tiro, dopo l'aggiunta di mire ottiche per le mitragliatrici. I limiti erano principalmente da ricondurre al peso eccessivo ed all'alto costo. Sei veicoli vennero inizialmente assegnati al Reggimento corazzato di Milovice, mentre i rimanenti 9 andarono alla cavalleria. A metà degli anni trenta le forze corazzate vennero riorganizzate: il 1º Reggimento corazzato ricevette altre 3 blindo, per un totale di 9, mentre il 2º Reggimento corazzato di Olomouc ed il 3º di Turčiansky Svätý Martin ne ebbero 3 ciascuno. Le vz. 27 furono largamente impiegate nella repressione delle proteste e delle violenze dei tedeschi dei Sudeti, istigati dal Sudetendeutsche Partei e dal Sudetendeutsche Freikorps di Konrad Henlein, tra maggio e ottobre 1938. Dopo la Conferenza di Monaco un plotone di vz. 27 furono inviate come rinforzo in Slovacchia e Rutenia, dove entrarono in azione contro le forze di Ungheria e Polonia che tentavano di sconfinare. Un plotone di 3 blindo difese l'Ucraina Carpatica a marzo 1939 dagli attacchi ungheresi, ma fu obbligato a rifugiarsi in Romania.

#### Germania
La Germania nazista requisì 9 autoblindo di preda bellica dopo l'occupazione tedesca della Cecoslovacchia, ma nessuna di questa fu impiegata in servizio.

#### Slovacchia
Tre OA vz. 27 furono requisiti dalla Repubblica Slovacca alla dichiarazione di indipendenza del marzo 1939, ma furono relegate a compiti addestrativi e infine demolite nel febbraio 1943..

#### Romania
Non si conosce molto della carriera operativa degli OA vz. 27 in Romania dopo che un plotone ceco si era rifugiato in territorio rumeno a marzo 1939. Furono impiegate per compiti di sicurezza interna. Due furono distrutte durante un bombardamento americano su Ploiești nell'estate del 1944.

## Tecnica
Lo scafo corazzato della vz. 27 era costituito da un telaio di angolari montato su uno chassis a longheroni appositamente progettato. Le piastre corazzate erano rivettate agli angolari del telaio. II telaio era a doppia guida, anteriore e posteriore. Entrambi gli assi erano motori e sterzanti, ma non contemporaneamente: una leva di inversione selezionava la direzione di marcia ed un solo assale motore. L'equipaggio accedeva al vano di combattimento tramite dai portelli laterali e da una botola sulla torretta. Il pilota frontale sedeva a destra ed aveva a disposizione una finestra protetta da un portello corazzato, munito di feritoia per la guida a portelli chiusi. Il mitragliere sedeva a fianco al pilota ed aveva a disposizione un suo portello. Il pilota contromarcia sedeva sul lato sinistro, vicino al mitragliere che azionava una mitragliatrice Schwarzlose M07/12 raffreddata ad acqua, su supporto sferico con un settore di brandeggio in fuga di 72°. Il mitragliere sedeva in una piccola torretta troncoconica, con un settore di 360°, e disponeva di un portello di osservazione frontale, di feritoie laterali e di un faro di ricerca corazzato su braccio mobile sul retro. La torretta era armata di una Schwarzlose M07/12 su supporto sferico; altri due supporti sferici erano disponibili su ciascun lato della torretta. All'interno del vano di combattimento era trasportata una mitragliatrice leggera ZB vz. 26. La riserva di bordo era di 5.750 munizioni.
Il motore era uno Škoda da 5,7 l, raffreddato ad acqua, 4 cilindri a benzina, erogante 60 hp, montato frontalmente nel veicolo. Esso consentiva una velocità di 35 km/h. Il mezzo poteva attraversare una trincea di 0,4 m, un gradino di 0,2 m ed un guado di 0,3 m.